# Jednopółkulowy sen wolnofalowy
Jednopółkulowy sen wolnofalowy (ang. Unihemispheric slow-wave sleep, USWS) – stan, w którym jedna połowa mózgu śpi, podczas gdy druga czuwa. Różni się tym od zwykłego snu, w czasie którego przy zamkniętych obu oczach obie półkule mózgu wykazują zredukowaną świadomość. W USWS jedna z półkul mózgu pogrążona jest w śnie głębokim (rodzaj snu NREM), a odpowiadające tej półkuli oko jest zamknięte, podczas gdy drugie oko pozostaje otwarte. Elektroencefalografia niskonapięciowa wykazuje charakterystyczne cechy snu wolnofalowego po jednej stronie głowy, podczas gdy po drugiej obecne są cechy czuwania. Fenomen ten obserwowano u licznych zwierząt lądowych, morskich i latających.
Ze zjawiskiem tym wiąże się unikalna fizjologia, obejmujące różne wydzielanie neurotransmitera acetylocholiny. USWS niesie ze sobą liczne korzyści, jak zdolność do odpoczynku na obszarach o wysokim zagrożeniu ze strony drapieżnictwa lub podczas długich lotów w czasie migracji. Pozostaje ono istotnym tematem badań, ponieważ jest prawdopodobnie pierwszym zachowaniem zwierząt, podczas którego odmienne obszary mózgu służą do jednoczesnej kontroli snu i czuwania. Największe teoretyczne znaczenie USWS wiąże się z jego potencjalną rolą wyjaśnianiu funkcji snu poprzez zmianę różnych popularnych sądów. Badacze obserwują zwierzęta wykazujące jednopółkulowy sen wolnofalowy w celu ustalenia, czy sen rzeczywiście musi być niezbędny; inaczej gatunki wykazujące USWS wyeliminowały by to zjawisko na drodze ewolucji.

## Fizjologia

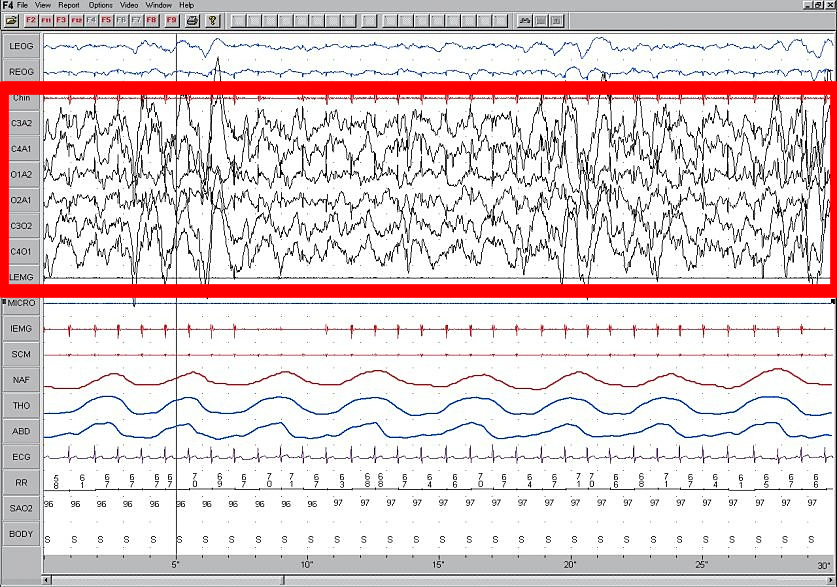
Polisomnogram ukazujący sen wolnofalowy.
Wysoką amplitudę zaznaczono na czerwono

Sen wolnofalowy (ang. slow-wave sleep, SWS), znany także jako faza 3. snu, charakteryzuje się brakiem ruchu i trudnością w przebudzeniu. Jeśli dotyczy on obu półkul mózgowia, określa się go jako dwupółkulowy sen wolnofalowy (ang. bihemisphereic slow-wave sleep, BSWS). Występuje on często, wśród większości zwierząt. Sen wolnofalowy różni się od snu REM (ang. rapid eye movement sleep REM), który zawsze pojawia się jednocześnie w obu półkulach. U większości zwierząt sen wolnofalowy charakteryzuje się wysoką amplitudą i niską częstotliwością fal w EEG. Określa się go mianem snu głębokiego, mówi się o desynchronizacji mózgu.
W przypadku USWS tylko jedna strona mózgu wykazuje EEG typowe dla snu głębokiego. Strona kontralateralna cechuje się EEG typowym dla czuwania, z niską amplitudą i wysoką częstotliwością. Istnieją także przykłady, w których półkule znajdują się w przejściowym stanie snu, nie objęto ich jednak badaniem z uwagi na ich niejasną naturę. USWS to pierwsze znane zachowanie, w którym jedna część mózgu kontroluje sen, podczas gdy inna kontroluje czuwanie.

### Rola acetylocholiny

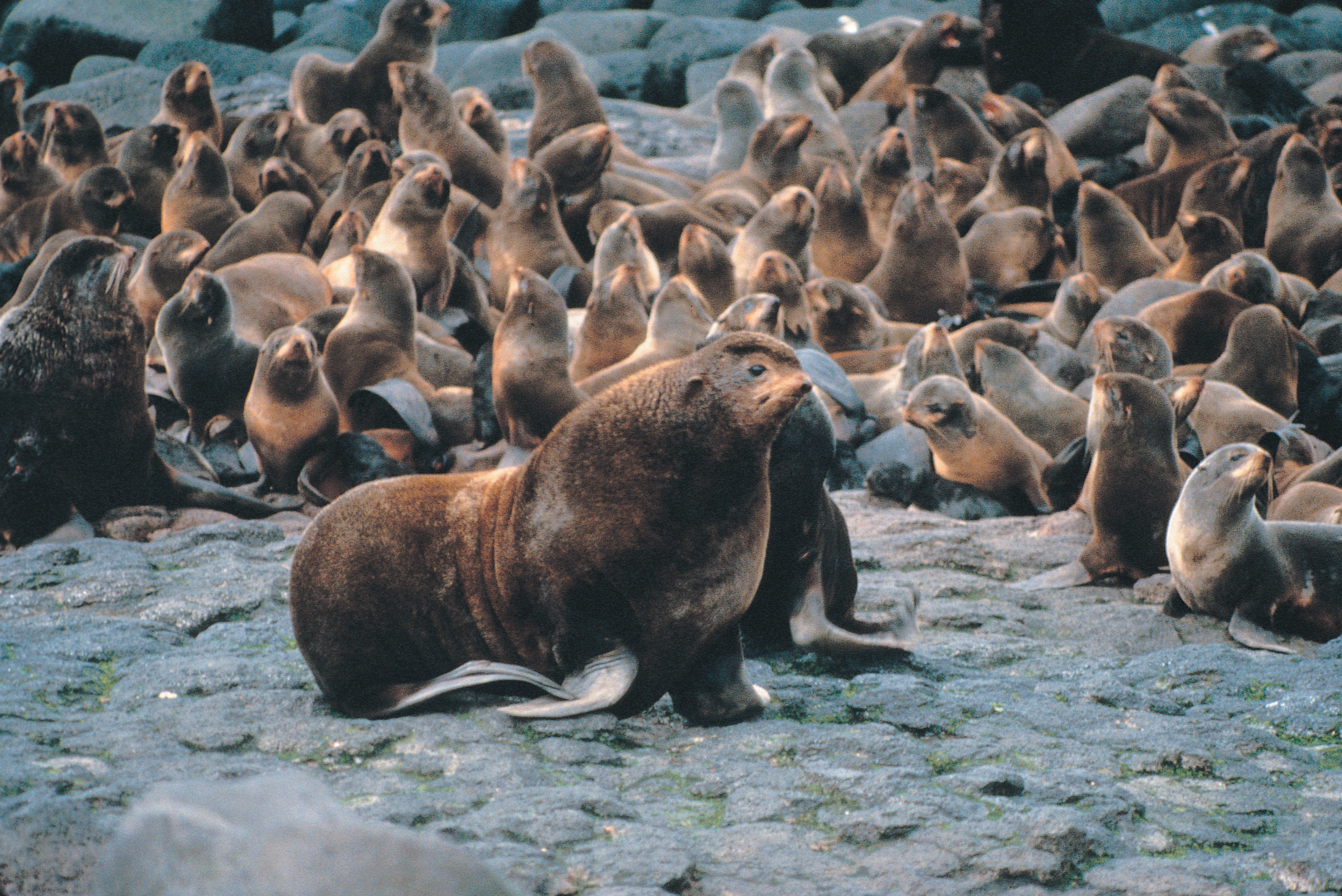
Kotik zwyczajny

Uważa się, że w regulacji USWS biorą udział neuroprzekaźniki. Jeden z nich, acetylocholinę, powiązano z aktywacją półkuli u kotika zwyczajnego. Naukowcy badali te płetwonogie w kontrolowanym środowisku. Oceniali ich zachowanie. Implantowano im również chirurgicznie elektrody do przeprowadzania EEG. Acetylocholina wydzielana jest prawie w tych samych ilościach na półkulę w śnie wolnym dwupółkulowym. Jednak w USWS maksymalne wydzielanie korowe acetylocholiny wykazuje lateralizację: przeważa w półkuli, której EEG odpowiada czuwaniu. Półkula kontralateralna, wykazująca SWS, zaznacza się minimalnym wydzielaniem acetylocholiny. Ten model wydzielenia acetylocholiny został później wykryty u innych gatunków, jak butlonos.

### Oczy
U kurczaków i innych ptaków wykazujących USWS jedno oko, kontralateralne do czuwającej półkuli, pozostaje otwarte. Zamknięte jest za to oko kontralateralne do półkuli pogrążonej w śnie wolnofalowym. Zadania uwzględniające uczenie, jak rozpoznawanie drapieżników, wykazały preferencyjne użycie otwartego oka. Wykazano, że jest to także uprzywilejowane zachowanie białuchy, choć wychwycono pewne niezgodności pomiędzy śpiącą półkulą i otwartym ipsilateralnym okiem. Pozostawianie jednego oka otwartego pomaga ptakom w locie, jak też pozwala im na obserwację okolicy pod kątem drapieżników.

### Termoregulacja
Temperatura mózgu spada, gdy EEG wskazuje na stan snu w jednej lub obu półkulach. Spadek temperatury powiązano z metodą termoregulacji i oszczędzana energii podczas utrzymywania czujności dzięki USWS. Taką termoregulację wykazano u delfinów, uważa się, że występuje ona konserwatywnie u zwierząt wykazujących sen wolnofalowy jednopółkulowy.

## Różnice anatomiczne

### Mniejsze spoidło wielkie
USWS wymaga oddzielenia od siebie komór w celu izolacji w wystarczającym stopniu, by jedna mogła spać snem głębokim, a druga być przytomną. Ciało modzelowate (spoidło wielkie) to struktura anatomiczna mózgów ssaków umożliwiająca komunikację między półkulami. W porównaniu z innymi ssakami u waleni jest ono mniejsze. Podobnie u ptaków ciało modzelowate nie występuje, a półkule mogą komunikować się między sobą tylko w kilku miejscach. Inne argumenty przeczą temu rozumowaniu. Przecięcia strzałkowe spoidła wielkiego skutkowały wyłącznie snem dwupółkulowym. W rezultacie wydaje się, że te różnice anatomiczne wykazują korelację, ale nie wyjaśniają bezpośrednio tego rodzaju snu.

### Różnice w modulującym rozsianym układzie noradrenergicznym
Obiecującą metodę identyfikacji neuroanatomicznych struktur odpowiedzialnych za USWS stanowią porównania mózgów wykazujących jednopółkulowy sen wolnofalowy z niewykazującymi go. Pewne badania wykazały indukowane asynchroniczne SWS u zwierząt nie wpadających w USWS jako rezultat strzałkowych cięć regionów podkorowych, w tym dolnej części pnia mózgu, przy zachowanym nietkniętym spoidle wielkim. Inne porównania wykazały, że ssaki wykazujące USWS mają większe spoidła tylne i zwiększone skrzyżowanie wznoszących się włókien z miejsca sinawego w pniu mózgu. Zgadza się to z faktem, że jedna z form neuromodulacji, przebiegająca z udziałem rozsianego układu noradrenergicznego, zachodzi w miejscu sinawym i angażuje się w regulację budzenia, uwagi oraz cyklu snu i czuwania.

### Całkowite skrzyżowanie wzrokowe
Całkowite skrzyżowanie włókien pochodzących z nerwów wzrokowych u ptaków także zainteresowało badaczy. Kompletne skrzyżowanie dróg wzrokowych uznano za rozwiązanie umożliwiające wysyłanie bodźców przez otwarte oko jedynie do aktywnej, kontralateralnej półkuli mózgu. Istnieją pewne dowody, że samo to rozwiązanie nie wystarcza, jako że ślepota mogłaby teoretycznie uniemożliwiać USWS, gdyby bodźce biegnące nerwem drugim działały samotnie. Jednak USWS zachodzi pomimo brak bodźców wzrokowych.

## Korzyści
Wiele gatunków ptaków i ssaków morskich czerpie korzyści z możliwości zapadania w jednopółkulowy sen wolnofalowy. Można tu wymienić oprócz innych zwiększenie szansy na uniknięcie potencjalnych drapieżników i zdolność do migracji podczas snu. Sen jednopółkulowy pozwala utrzymać wzrokową kontrolę otoczenia, zachowanie ruchów i, jak u waleni, kontrolę układu oddechowego.

### Adaptacja do drapieżnictwa
Większość gatunków ptaków potrafi wykryć zbliżającego się drapieżnika podczas jednopółkulowego snu wolnofalowego. Podczas lotu ptak utrzymuje czujność wzrokową, śpiąc i trzymając jedno z oczu otwarte. Wykorzystywanie USWS przez gatunki ptaków jest wprost proporcjonalne do zagrożenia ze strony drapieżników – innymi słowy rośnie wraz ze wzrostem tego zagrożenia.

#### Przeżycie najlepiej dostosowanych
Ewolucja waleni i ptaków mogły doprowadzić do powstania mechanizmów zwiększających szanse na uniknięcie drapieżników. Pewne gatunki, zwłaszcza ptaków, które nabyły zdolność spania jedną półkulą mózgu, zdobyły przewagę w postaci większych szans na ucieczkę przed drapieżnikiem w przeciwieństwie do gatunków, które tej zdolności nie rozwinęły.

#### Regulacja przez otoczenie
Ptaki potrafią spać bardziej efektywnie obiema półkulami naraz (sen dwupółkulowy wolnofalowy), gdy znajdują się w warunkach zapewniających im bezpieczeństwo. W bardziej niebezpiecznym środowisku wzrasta wykorzystanie USWS. Bardziej opłaca się spać obiema półkulami, jednak plusy snu jednopółkulowego przeważają nad jego minusami w warunkach ekstremalnych. Pogrążone w śnie jednopółkulowym wolnofalowym, ptak śpi z jednym okiem otwartym, skierowanym w stronę, z której najbardziej spodziewać się może drapieżników. W grupie takie zachowanie nazywa się po angielsku "group edge effect".
Gatunkiem ptaków, którego używano do eksperymentalnego zbadania "group edge effect", jest kaczka krzyżówka. "Group edge effect" opisuje zjawisko, kiedy ptaki usadowione na skraju grupy są bardziej czujne i częściej wypatrują drapieżników. Osobniki te znajdują się w większym niebezpieczeństwie, niż ich towarzysze ze środka grupy, muszą zatem stać na straży bezpieczeństwa nie tylko własnego, ale i całej grupy. Zaobserwowano, że krzyżówki spędzają więcej czasu we śnie jednopółkulowym wolnofalowym od swych towarzyszy wypoczywających bliżej środka grupy. Ponieważ USWS pozwala spać z jednym okiem otwartym, to, która półkula mózgu może pogrążyć się we śnie, zależy od miejsca ptaka względem innych. Jeśli lewa strona ptaka skierowana jest na zewnątrz, ipsilateralna półkula mózgowa będzie pogrążona we śnie. Analogicznie w przypadku ptaka wystawionego na zewnątrz prawą stroną ciała prawa półkula kresomózgowia będzie spać wolnofalowo. Oczywiście jest to spowodowane tym, że każde oko wiąże się z kontralateralną półkulą mózgu (skrzyżowanie wzrokowe). Natomiast otwarte oko zawsze kieruje się na zewnątrz grupy, a więc w kierunku, skąd może nadejść drapieżnik.

### Wynurzanie się i łączność w stadzie ssaków morskich
Jednopółkulowy sen wolnofalowy pozwala na jednoczesne spanie i wynurzanie się w celu zaczerpnięcia oddechu ssakom morskim, jak delfiny czy foki. Delfin butlonos stanowi gatunek walenia, w przypadku którego doświadczalnie udowodniono wykorzystanie USWS w celu utrzymania wzorca pływania i wynurzania się na powierzchnię podczas snu przez 5 dni.
Dodatkowo w stadach delfinów pacyficznych zaobserwowano zjawisko przypominające odwróconą wersję "group edge effect". Walenie płynące lewą stroną grupy trzymały otwarte prawe oko, podczas gdy delfiny po prawej stronie stada otwierały lewe oko. W przeciwieństwie do pewnych gatunków ptaków otwarte oko waleni patrzyło w kierunku do wewnątrz grupy, nie na zewnątrz. Niebezpieczeństwo ze strony drapieżników nie odgrywa znaczącej roli w przypadku śpiących jednopółkulowo delfinów pacyficznych. Zasugerowano, że ten gatunek delfinów wykorzystuje odwróconą wersję "group edge effect" w celu utrzymania formacji stada i łączności pomiędzy osobnikami pogrążonymi we śnie jednopółkulowym.

### Odpoczynek w locie
Podczas migracji ptaki mogą zapadać w jednopółkulowy sen wolnofalowy, by wyspać się podczas lotu z zachowaniem nawigacji wzrokowej. Pozwala to pewnym gatunkom ptaków wysypiać się bez zakłócania migracji i uniknąć częstych postojów w drodze. Niektóre gatunki zdają się z większym prawdopodobieństwem spać jedną półkulą mózgu podczas lotu szybowcowego, ale ptaki mogą też zapadać w USWS podczas machania skrzydłami. Wielu informacji o wykorzystaniu tego snu jeszcze brakuje, jako że asymetria pomiędzy półkulami w EEG obserwowana u rzadziej latających ptaków może nie odpowiadać tej u gatunków latających bardziej regularnie.

## Przykłady gatunków

### Ssaki morskie

#### Walenie
Spośród gatunków waleni USWS wykazują następujące gatunki:
- inia amazońska (Inia geoffrensis)[8]
- białucha arktyczna (Delphinapterus leucus)[5]
- butlonos zwyczajny (Tursiops truncates)[8]
- delfinowiec skośnozębny (Lagenorhynchus obliquidens)[8]

#### Płetwonogie
Wśród płetwonogich taki przykład stanowi otaria (Otaria byronia).

#### Brzegowce
Wśród rzędu brzegowców eksperymenty potwierdziły występowanie USWS u manata amazońskiego (Trichechus inunguis).

### Ptaki

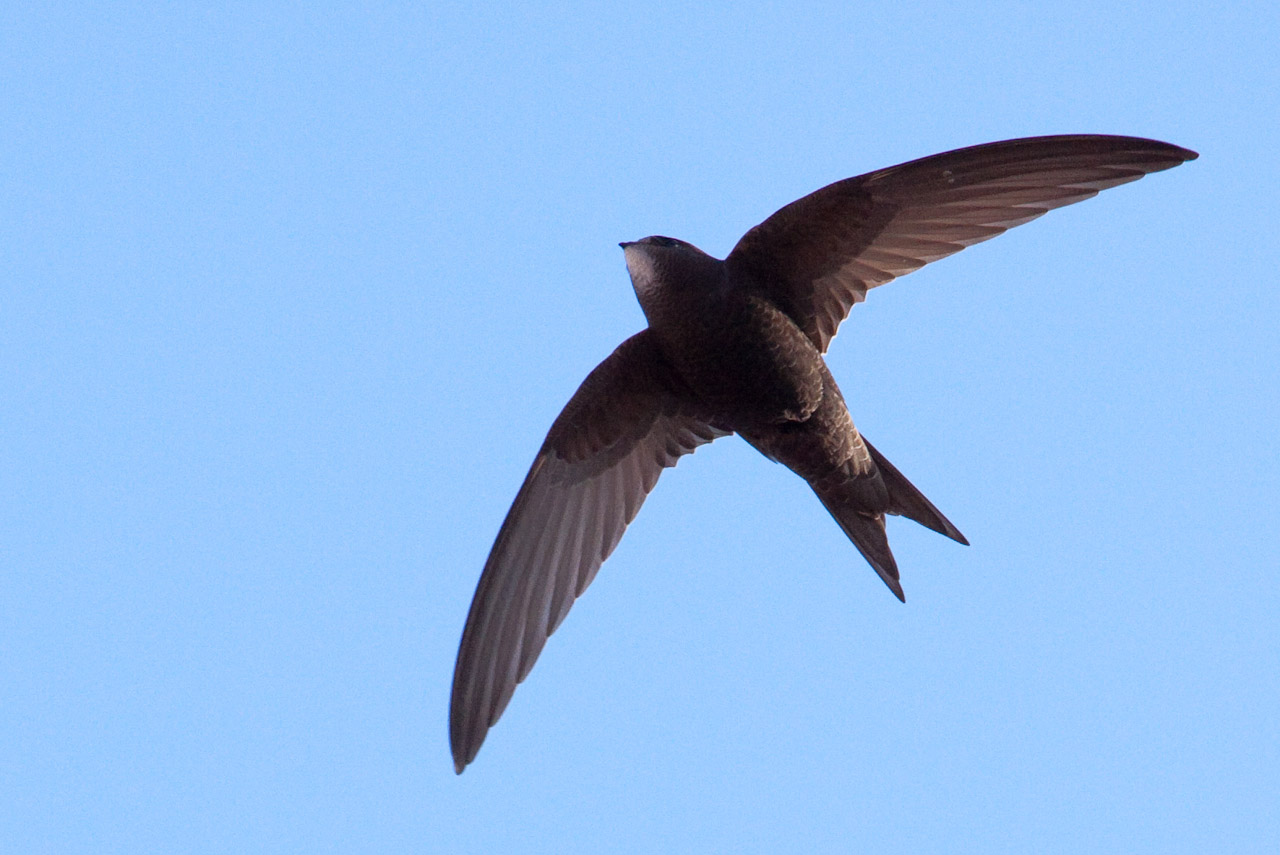
Jerzyk zwyczajny

Jerzyk zwyczajny (Apus apus) był najlepszym kandydatem dla badań mających za zadanie określenie, czy ptaki zapadające na USWS mogą spać w locie. Wybór ten polegał na fakcie opuszczania przez ptaka swego gniazda w nocy, wracają tylko wczesnym rankiem. Dowody są więc poszlakowe, bazują na rozumowaniu, zgodnie z którym jerzyk musi spać, by przeżyć. Jako że w gnieździe spędza bardzo niewiele czasu, powinien więc spać w powietrzu
USWS wykryto u takich ptaków, jak:
- kos (Turdus merula)[5]
- kura domowa (Gallus gallus domesticus),
- Larus glaucescens
- Coturnix japonica
- krzyżówka (Anas platyrhynchos).
- Colinus virginianus,
- Aratinga canicularis
- sokół wędrowny (Falco peregrinus)
- Zonotrichia leucophrys gambelii[8]

## Dalsze badania
Niedawne badania pokazały, że pasówka białobrewa, jak i inne wróblowe, posiada zdolność spania najbardziej wyrażoną podczas sezonu migracyjnego w locie. Choć wzorce snu z tego badania zaobserwowano podczas migracyjnej agitacji w niewoli, mogą one nie być analogiczne z obserwowanymi u wolno latających ptaków. Te ostatnie mogą być zdolne do spania przez pewien czas podczas przelotów niemigracyjnych, jak też przy nieosłoniętym niebie, inaczej niż w warunkach laboratoryjnych. Do wiarygodnego ustalenia, czy ptaki potrafią spać w locie, zapisy aktywności ich mózgów muszą być tworzone podczas lotu, a nie po wylądowaniu. Metoda zapisu aktywności mózgu u gołębi podczas lotu dała niedawno nadzieję na uzyskanie EEG każdej z półkul, ale jedynie we względnie krótki, czasie. W połączeniu z symulowanym tunelem wiatrowym w kontrolowanych warunkach te nowe metody pomiaru aktywności mózgu mogą pozwolić rozstrzygnąć kwestię, czy ptaki rzeczywiście potrafią spać w locie.
Dodatkowo w trakcie badań wyjaśniających rolę acetylocholiny w kontroli USWS przebadano też rolę innych neuroprzekaźników, by zrozumieć ich rolę w asymetrycznym modelu snu.